# Anna-Joséphine Dufour-Onofrio
Pour les articles homonymes, voir Dufour et Onofrio.
Anna-Joséphine Dufour-Onofrio, née le 10 octobre 1817 à Lyon (France) et morte le 15 août 1901 à Thal (Suisse), est une femme d'entreprise suisse. 

## Biographie
Le père d'Anna-Joséphine Dufour-Onofrio, Michele Gaetano Onofrio, industriel originaire de Turin, est fabricant de tulle à Lyon.
En 1840, elle épouse Pierre Antoine Dufour, né à Lyon en 1799. Depuis 1833, ce dernier est à la tête de sa propre entreprise à Thal dans le canton de Saint-Gall : la fabrique d'étamines de soie Dufour & Cie.
En 1842, Dufour-Onofrio, âgée de 25 ans, perd son mari. Seule avec son fils, elle décide de reprendre l'entreprise de son mari, avec succès. En quelques années l'entreprise passe de 50 à 600 métiers à tisser. Dufour & Cie se spécialise dans la production de tissus de soie à bluter pour tamiser la farine. Ces tissus, commercialisés dans le monde entier, permettent de produire des farines de qualités différentes à partir d'une même céréale.
Très engagée sur le plan social, Anna-Joséphine Dufour-Onofrio fonde une caisse d'assurance maladie et une caisse de pension pour ses ouvriers ; à Thal et Rheineck, elle fait don de sommes importantes, notamment pour la construction de l'hôpital de Thal. Sa philanthropie attire à « Madame Dufour » une grande popularité.
En 1907, Dufour & Cie fusionne avec cinq étaminiers zurichois pour former la fabrique suisse de gaze de soie SA, Thal et Zurich, qui est toujours propriété des descendants des six familles d'actionnaires et qui est devenue en 1995 la société Sefar, textiles et technologie.